# Gouvernement Rumor IV
 (septembre 2023).
Si vous disposez d'ouvrages ou d'articles de référence ou si vous connaissez des sites web de qualité traitant du thème abordé ici, merci de compléter l'article en donnant les références utiles à sa vérifiabilité et en les liant à la section « Notes et références ».
République italienne
Andreotti II Rumor V
Le gouvernement Rumor IV (Governo Rumor IV, en italien) est le vingt-neuvième gouvernement de la République italienne entre le 7 juillet 1973 et le 14 mars 1974, durant la sixième législature du Parlement.

## Coalition et historique
Dirigé par l'ancien président du Conseil des ministres démocrate-chrétien Mariano Rumor, il est soutenu par une coalition entre Démocratie chrétienne (DC), le Parti socialiste italien (PSI), le Parti social-démocrate italien (PSDI) et le Parti républicain italien (PRI), qui disposent ensemble de 367 députés sur 630 à la Chambre des députés, soit 58,3 % des sièges, et de 184 sénateurs sur 322 au Sénat de la République, soit 57,1 % des sièges.
Il succède au deuxième gouvernement de Giulio Andreotti, formé par la DC, le PSDI et le Parti libéral italien (PLI), contraint à la démission après l'échec de sa réforme audiovisuelle. Le retrait du PRI du cabinet conduit à sa démission et son remplacement par le gouvernement Rumor V.

## Composition

### Initiale (14 mars 1974)
- Les nouveaux ministres sont indiqués en gras, ceux ayant changé d'attributions en italique.

| Fonction                                                                                       | Titulaire | Titulaire            | Parti |
| ---------------------------------------------------------------------------------------------- | --------- | -------------------- | ----- |
| Président du Conseil des ministres                                                             |           | Mariano Rumor        | DC    |
| Ministres sans portefeuille                                                                    |           |                      |       |
| Ministre pour l'Organisation de l'administration publique                                      |           | Luigi Gui            | DC    |
| Ministre pour les Biens culturels et l'Environnement                                           |           | Giuseppe Lupis       | PSDI  |
| Ministre pour les Affaires régionales                                                          |           | Mario Toros          | DC    |
| Ministre pour les Interventions extraordinaires dans le Mezzogiorno                            |           | Giacomo Mancini      | PSI   |
| Ministre pour les Relations avec le Parlement                                                  |           | Giovanni Gioia       | DC    |
| Ministre pour la coordination des Initiatives pour la recherche scientifique et technologiques |           | Giovanni Pieraccini  | PSI   |
| Ministres                                                                                      |           |                      |       |
| Ministre des Affaires étrangères                                                               |           | Aldo Moro            | DC    |
| Ministre de l'Intérieur                                                                        |           | Paolo Emilio Taviani | DC    |
| Ministre des Grâces et de la Justice                                                           |           | Mario Zagari         | PSI   |
| Ministre du Budget et de la Programmation économique                                           |           | Antonio Giolitti     | PSI   |
| Ministre des Finances                                                                          |           | Mario Tanassi        | PSDI  |
| Ministre du Trésor                                                                             |           | Emilio Colombo       | DC    |
| Ministre de la Défense                                                                         |           | Giulio Andreotti     | DC    |
| Ministre de l'Instruction publique                                                             |           | Franco Malfatti      | DC    |
| Ministre des Travaux publics                                                                   |           | Salvatore Lauricella | PSI   |
| Ministre de l'Agriculture et des Forêts                                                        |           | Antonio Bisaglia     | DC    |
| Ministre des Transports et de l'Aviation civile Ministre des Transports (14/08/1974)           |           | Luigi Preti          | PSDI  |
| Ministre des Postes et des Télécommunications                                                  |           | Giuseppe Togni       | DC    |
| Ministre de l'Industrie, du Commerce et de l'Artisanat                                         |           | Ciriaco De Mita      | DC    |
| Ministre du Travail et de la Sécurité sociale                                                  |           | Luigi Bertoldi       | PSI   |
| Ministre du Commerce extérieur                                                                 |           | Matteo Matteotti     | PSDI  |
| Ministre de la Marine marchande                                                                |           | Diogini Coppo        | DC    |
| Ministre des Participations de l'État                                                          |           | Antonino Gullotti    | DC    |
| Ministre de la Santé                                                                           |           | Vittorino Colombo    | DC    |
| Ministre du Tourisme et du Divertissement                                                      |           | Camillo Ripamonti    | DC    |